# Karel
Karel ist ein männlicher Vorname und Familienname.

## Herkunft und Bedeutung
Karel ist eine Form von Karl, die in der tschechischen, niederländischen und luxemburgischen Sprache verwendet wird.

## Namensträger

### Vorname

#### A
- Karel Abraham (* 1990), tschechischer Motorradrennfahrer
- Karel Absolon (1877–1960), tschechischer Prähistoriker
- Karel Slavoj Amerling (1807–1884), tschechischer Pädagoge
- Karel Ančerl (1908–1973), tschechischer Dirigent
- Karel Anděl (1884–1947), tschechischer Astronom
- Karel Appel (1921–2006), niederländischer Maler und Bildhauer

#### B
- Karel Baxa (1863–1938), tschechischer Rechtsanwalt und Politiker
- Karel P.C. de Bazel (1869–1923), niederländischer Architekt
- Karel Bělohoubek (1942–2016), tschechischer Komponist
- Karel Berka (1923–2004), tschechischer Philosoph
- Karel Berman (1919–1995), tschechischer Opernsänger
- Karel Bodlák (1903–1989), tschechischer Dichter
- Karel Havlíček Borovský (1821–1856), tschechischer Dichter
- Karel Hendrik van Brederode (1827–1897), niederländischer Architekt
- Karel Brückner (* 1939), tschechischer Fußballspieler
- Karel Buchta (1897–1959), tschechoslowakischer Skisportler
- Karel Buchtela (1864–1946), tschechischer Archäologe
- Karel Buls (1837–1914), belgischer Politiker
- Karel Burian (1870–1924), tschechischer Opernsänger

#### C
- Karel Matěj Čapek-Chod (1860–1927), tschechischer Schriftsteller

#### D
- Karel De Schrijver (1908–1992), belgischer Komponist
- Karel De Wolf (1952–2011), belgischer Komponist, Dirigent und Musiker
- Karel Adriaan Deurloo (1936–2019), niederländischer Theologe und Hochschullehrer
- Karel Dillen (1925–2007), belgischer Politiker
- Karel Dodal (1900–1986), tschechischer Trickfilmregisseur
- Karel Domin (1882–1953), tschechischer Botaniker
- Karel Doorman (1889–1942), niederländischer Konteradmiral
- Karel Dujardin (1622–1678), niederländischer Maler

#### E
- Karel Effa (1922–1993), tschechoslowakischer bzw. tschechischer Schauspieler
- Karel Eichler (1845–1918), tschechischer Priester
- Karel Engliš (1880–1961), tschechischer Ökonom und Politikwissenschaftler
- Karel Jaromír Erben (1811–1870), tschechischer Schriftsteller

#### F
- Karel Fialka, britischer Sänger
- Karel Franta (1928–2017), tschechischer Illustrator
- Karel Johannes Frederiks (1881–1961), tschechischer Jurist

#### G
- Karel Glastra van Loon (1962–2005), niederländischer Schriftsteller
- Karel Gleenewinkel Kamperdijk (1883–1975), niederländischer Fußballspieler
- Karel Gott (1939–2019), tschechischer Schlagersänger
- Karel Gut (1927–2014), tschechoslowakischer Eishockeyspieler und -trainer

#### H
- Karel Heijting (1883–1951), niederländischer Fußballspieler
- Karel Heřmánek (1947–2024), tschechischer Schauspieler, Synchronsprecher und Theaterbetreiber
- Karel Hlaváček (1874–1898), tschechischer Dichter und Kunstmaler
- Karel Husa (1921–2016), tschechisch-US-amerikanischer Komponist

#### J
- Karel Boleslav Jirák (1891–1972), US-amerikanischer Komponist

#### K
- Karel Kaers (1914–1972), belgischer Radrennfahrer
- Karel Kašpar (1870–1941), Erzbischof von Prag
- Karel Leopold Klaudy (1822–1894), tschechischer Rechtsanwalt und Politiker
- Karel Klostermann (1848–1923), böhmisch-deutscher Schriftsteller
- Karel Bohuš Kober (1849–1890), tschechischer Sportler
- Karel Kodejška (* 1947), tschechischer Skispringer
- Karel Kolský (1914–1984), tschechoslowakischer Fußballspieler und -trainer
- Karel Komzák (1823–1893), böhmischer Komponist, siehe Karl Komzák senior
- Karel Komzák (1850–1905), böhmischer Komponist, siehe Karl Komzák junior
- Karel Konrád (1899–1971), tschechischer Schriftsteller und Journalist
- Karel Blažej Kopřiva (auch Karl Blasius Kopřiva; 1756–1785), tschechischer Organist und Komponist
- Karel Kosík (1926–2003), tschechischer Philosoph
- Karel Koželuh (1895–1950), tschechoslowakischer Tennis- und Fußballspieler
- Karel Kryl (1944–1994), tschechischer Liedermacher und Dichter
- Karel Kula (* 1963), tschechischer Fußballspieler

#### L
- Karel Lamač (1897–1952), tschechischer Regisseur und Schauspieler
- Karel Lang (* 1958), tschechischer Eishockeyspieler
- Karel Lismont (* 1949), belgischer Langstreckenläufer

#### M
- Karel Hynek Mácha (1810–1836), tschechischer Dichter
- Karel van Mander (1548–1606), niederländischer Schriftsteller und Maler
- Karel Milota (auch Karel Hroch; 1937–2002), tschechischer Dichter und Schriftsteller
- Karel Míšek (* 1945), tschechischer Designer und Illustrator
- Carel de Moor (1655–1738), niederländischer Porträtmaler

#### N
- Karel Nováček (* 1965), tschechischer Tennisspieler
- Karel Novy (* 1980), Schweizer Schwimmer
- Karel Nový (auch Karel Novák; 1890–1980), tschechischer Journalist und Schriftsteller

#### O
- Karel Ooms (1845–1900), belgischer Maler
- Karel Opočenský (1892–1975), tschechischer Schachmeister

#### P
- Karel František Pič (auch Karl Franz Pitsch; 1786–1858), böhmischer Organist und Komponist
- Karel Piták (* 1980), tschechischer Fußballspieler
- Karel Poborský (* 1972), tschechischer Fußballspieler
- Karel Poláček (1892–1945), tschechischer Schriftsteller und Journalist
- Karel Postl (1769–1818), tschechischer Maler
- Karel Prager (1923–2001), tschechischer Architekt
- Karel Ptáčník (1921–2002), tschechischer Schriftsteller

#### R
- Karel Rada (* 1971), tschechischer Fußballspieler
- Karel Václav Rais (1859–1926), tschechischer Schriftsteller und Journalist
- Karel Rechlík (* 1950), tschechischer Maler
- Karel Reiner (1910–1979), tschechischer Komponist
- Karel Reisz (1926–2002), tschechisch-englischer Regisseur
- Karel Roden (* 1962), tschechischer Schauspieler

#### S
- Karel Sabina (1813–1877), tschechischer Schriftsteller
- Karel Schoeman (1939–2017), südafrikanischer Schriftsteller
- Karel Schwarzenberg (1937–2023), Außenminister der Tschechischen Republik
- Karel Svoboda (1938–2007), tschechischer Komponist

#### T
- Karel Teige (1900–1951), tschechischer Publizist
- Karel Ignác Thám (1763–1816), tschechischer Schriftsteller
- Karel Toman (1877–1946), tschechischer Dichter

#### V
- Karel Van Miert (1942–2009), belgischer Politiker
- Karel Vrána (auch Antonín Bernášek; 1925–2004), tschechischer Theologe

#### W
- Karel Frederik Wenckebach (1864–1940), Internist

#### Z
- Karel Zeman (1910–1989), tschechischer Filmregisseur

### Zweitname
- Gijsbert Karel van Hogendorp (1762–1834), niederländischer Staatsmann
- Johan Karel Jakob de Jonge (1828–1880), niederländischer Historiker
- Josef Karel Ambrož (auch Joseph Karl Ambrosch; 1759–1822), böhmischer Tenor und Komponist

### Deckname
- Karel, Deckname von Jan Thijssen (1908–1945), niederländischer Widerstandskämpfer

### Familienname
- Rudolf Karel (1880–1945), tschechischer Komponist
- Tolga Karel (* 1978), türkischer Schauspieler
- William Karel (* 1940), tunesischer Fotograf, Autor und Regisseur

## Sonstiges
- (1682) Karel, Asteroid des Hauptgürtels
- Karel (Programmiersprache) für Industrieroboter von Fanuc